# 강충원
강충원(중국어 정체자: 江忠源, 병음: Jiang Zhongyuan, 1812년 - 1854년 1월 14일)는 청나라 말기의 관리이다. 후난성 신녕현 출신으로 자는 민초(岷樵)이다. 상군 초기의 지휘관으로 사촌에 강충의가 있다.

## 생애
1837년(도광 17년)에 거인이 된다. 향용을 조직하여 고향의 백성들에게 군사 훈련을 시켜 뇌재호의 반란을 진압한 공로로 지현(知県)으로 발탁되었다.
1851년 함풍 원년, 태평천국군이 금전봉기를 하자 광서성으로 진압을 위해 출진한 흠차대신 사이샹가(賽尚阿) 군에 의용군 500명을 이끌고 참가했다. 강충원은 이것을 ‘초용’(楚勇)이라고 명명했다. 이듬해 1852년 함풍 2년에 1000명으로 증원되었고, 전주 북부 사의도에서 태평천국군을 격파하고 남왕 풍운산을 전사시켰다. 그대로 태평천국군을 추격하여 창사 방어를 지원했다. 1853년 함풍 3년에 하북 안찰사로 임명을 받아 호광총독인 장량기로부터 군사를 모조리 맡았다. 그 명성이 함풍제에게까지 들어가 강남대영의 지휘를 명령을 받았다. 강남대영에서는 군기를 바로 세우고, 신상필벌을 엄격히 했다.
태평천국군이 서정을 시작하여 남창을 공격했다. 강서순무 장불의 요구에 따라 원군으로 가서 태평천국군을 격퇴했다. 그 공으로 10월, 안휘순무로 승진했다. 11월에 무한에 도착하여 호북순무 숭륜의 명령으로 무창에 초용의 절반인 1000명을 남겨두고, 다시 육안에서 나머지 절반인 500명을 남겼다. 12월, 수중의 세력 불과 500명으로 여주에 들어갔다. 해를 넘긴 1854년 함풍 4년 1월 14일, 여주는 호이황이 이끄는 태평천국군에 포위되었다. 여주의 지부 호원위가 적에게 내응하여 성문을 여는 바람에 여주는 함락되고, 강충원은 강에 뛰어들어 자결했다. 강충원과 친했던 증국번은 안휘에 부임해 있던 제자 이홍장을 거명하고 있었지만, 강충원의 자결로 이루어지지 않고 끝났다.
사후 충렬(忠烈)이라는 시호가 주어졌다.
저서로는 《강충렬공유집》(江忠烈公遺集)이 있다.

## 같이 보기
- 초용

## 관련자료
- 《청사고》, 407권 열전 194